# Das Pferdemädchen (Film)
Das Pferdemädchen ist ein deutscher Kinderfilm der DEFA von Egon Schlegel aus dem Jahr 1979. Er basiert auf dem gleichnamigen Kinderbuch von Alfred Wellm.

## Handlung
Die zwölfjährige Irka und ihre Stute Raya verstehen sich blind – wortwörtlich, da das alte Pferd nicht mehr sehen kann. Erst im Herbst des Vorjahres hat Irkas Vater das ehemalige Turnierpferd einem Gestüt unweit seines kleinen Anwesens abgekauft und wurde ausgelacht, da ein altes, blindes Pferd normalerweise nur der Rossschlachter erwirbt. Irka jedoch kümmert sich liebevoll um die Stute und reitet mit ihr aus, jeden Stein und jeden Baum vorsichtig umgehend und erklärend. Trotz der Pflege geht es Raya im Frühjahr schlechter. Sie schwitzt stark, obwohl sie gut im Futter steht. Der alte Pferdekenner Möller weiß schließlich den Grund: Raya ist trächtig. In einer Gewitternacht bringt die Stute ihr Fohlen zur Welt, lässt den kleinen Hengst aber nicht säugen. Erst nach einer durchwachten Nacht gelingt es Irka und ihrem Vater, Stute und Hengst zusammenzuführen.
Die nächtliche Aktion und die Angst um das neugeborene Fohlen haben Irka mit dem Jungtier eng verbunden. Das Mädchen widmet sich nun zunehmend dem Hengst, erzieht ihn und lehrt ihn Tricks. Ihr Vater hat versprochen, beide Tiere zu behalten, und obwohl der kleine Hengst zu übermütig für die blinde Raya ist, findet die Familie immer wieder Auswege, beiden Tieren ein artgerechtes Leben nebeneinander zu ermöglichen. Erst der alte Möller stellt schonungslos fest, dass Irkas Familie unmöglich beide Tiere gemeinsam halten kann. Der Hengst würde, wenn ausgewachsen, unberechenbar werden und Irkas Vater ist kein Pferdeexperte. Beide Tiere könnten zudem nicht in einer Box gehalten werden, sodass Irkas Vater einen neuen Stall bauen müsste. Dem Vater sind diese Fakten längst bekannt, doch hat er noch nicht den Mut gehabt, Irka davon zu erzählen. Ihren Fragen weicht er aus und doch sieht Irka eines Tages, wie ihr Vater mit Arbeitern des nahe gelegenen Gestüts über das Fohlen verhandelt. Er stellt Irka dennoch vor die Wahl: Entweder die Familie behält das Fohlen oder die Stute. Als Irka von Möller erfährt, dass Raya im Falle eines Verkaufs zum Schlachter gebracht werden würde, flieht sie mit Stute und Fohlen in den Wald, wird jedoch von ihrem Vater gefunden. Am nächsten Tag wird das Fohlen abgeholt. Irka bleibt mit der blinden Stute zurück, die sie nun wieder ausreitet und ihr dabei von jeder Steingruppe und jedem Baum am Weg erzählt.

## Produktion
Das Pferdemädchen wurde am 5. Juli 1979 auf den Berliner Kindersommerfilmtagen und im Erfurter Panorama-Palast uraufgeführt. Am 6. Juli 1979 kam der Film in die Kinos der DDR und erschien im Juni 2007 in der Reihe Icestorms Flimmerstunde auf DVD.
Die Hauptdarstellerin des Films Märtke Wellm, zur Zeit der Dreharbeiten 13 Jahre alt, ist die Tochter von Alfred Wellm, der die Buchvorlage zum Film geschrieben hatte. Sie machte „in der Rolle dieses Mädchens Irka den schmerzhaften Konflikt so schonungslos sichtbar, dass wohl niemand ohne Betroffenheit aus dem Kino ging“, so Journalist Knut Elstermann rückblickend. Nach Kaule (1967) war Das Pferdemädchen die zweite Verfilmung eines Kinderbuchs von Alfred Wellm durch die DEFA.

## Kritik
Die zeitgenössische Kritik lobte den Film: „Das Pferdemädchen dürfte vielleicht der schönste und künstlerisch gelungenste Kinderfilm sein, der je bei der DEFA gedreht wurde“, schrieb die Berliner Zeitung 1979. Positiv hervorgehoben wurden die „ästhetisch schöne[n] Pferdeaufnahmen“ und der „Zusammenklang von Tier und Landschaft“. Dieser stelle sich „als eine besondere Stärke des Films heraus, der auffallende Vorzüge dort beweist, wo er die Atmosphäre der mecklenburgischen Landschaft, deren Ruhe und sanfte Herbheit einfängt.“
Andere Kritiker schrieben rückblickend, der Film sei „ein Gesamtkunstwerk von seltener poetischer Kraft. Gleichnishaft werden in dieser von Alfred Wellm unspektakulär erzählten Alltagsgeschichte Fragen unserer Verantwortung für die Natur wie auch des Verhältnisses von Leben und Tod ins Zentrum der Aufmerksamkeit gerückt. Die filmische Adaption folgt diesem Anspruch kompromißlos und läßt auch nicht den mindesten Vergleich mit herkömmlichen Reiterhof-Filmen  aufkommen“.
Das Pferdemädchen sei ein „leise-eindringliche[r] Film“, der „fernab von schönfärberischer Kindertümelei große Betroffheit auslöst“. Gleichzeitig schaffe es Regisseur Schlegel auch, im Film „zunehmend Spannung zu erzeugen, die weitab ist von landläufigen Krimieffekten.“ Der film-dienst fasste zusammen, dass Das Pferdemädchen ein „poetischer, in schönen Bildern erzählter, trotz seines emotionalen Gehalts nie sentimentaler Kinderfilm“ sei.

## Auszeichnungen
Auf dem Internationalen Festival für Kinder- und Jugendfilme Gijón erhielt Das Pferdemädchen 1980 den Preis als bester Kinderfilm. Auf dem Nationalen Festival für Kinderfilme in der DDR Goldener Spatz in Gera wurde der Film 1981 mit einem Ehrendiplom für die künstlerische Gesamtleistung ausgezeichnet.
Der Film erhielt das staatliche Prädikat „wertvoll“.